# Saaranpaskantamasaari
Saaranpaskantamasaari je malý neobydlený ostrov v obci Salla na severovýchodě jezera Onkamojärvi. Leží v hraničním pásmu asi 200 metrů od finsko-ruské hranice. Ostrov je známý kvůli svému neobvyklému jménu, které přeloženo z finštiny znamená Ostrov vysraný Sárou.